# Irene (Schiff, 1891)

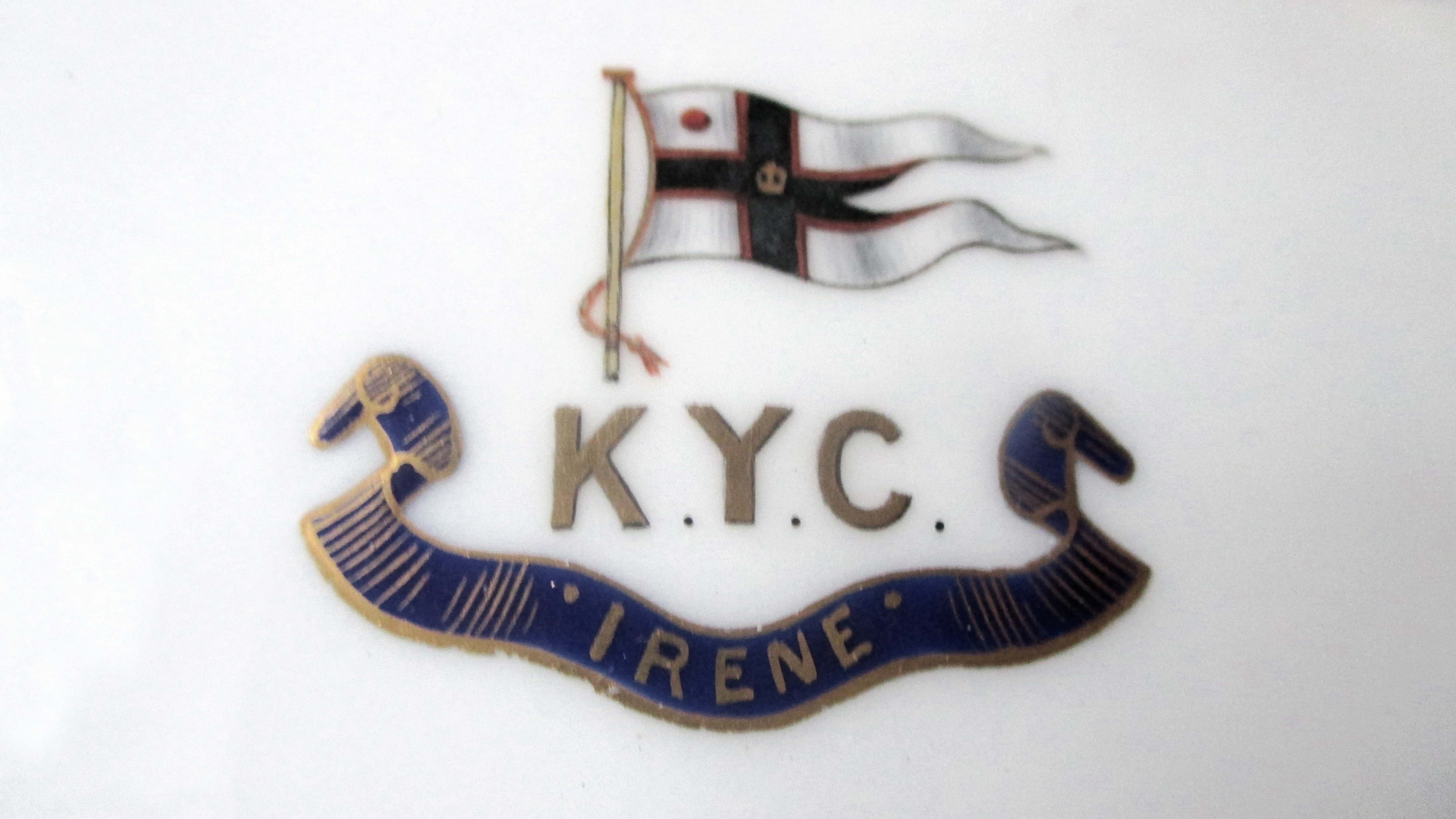
Essgeschirr der Irene mit Monogramm des K.Y.C. (Kaiserlicher Yacht-Club)

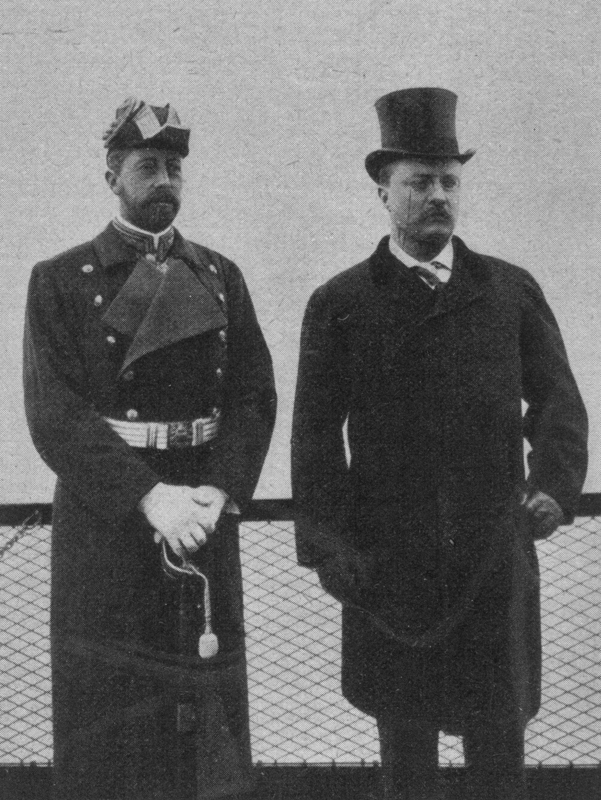
Prinz Heinrich und Theodore Roosevelt bei der Schiffstaufe der Meteor III

Irene war der Name einer Watson-Rennkutteryacht, die für Regatten vom Kaiserlichen Großadmiral Prinz Heinrich von Preußen, Bruder Kaiser Wilhelms II., in Schottland erworben wurde.
Benannt wurde die 1-Mast-Rennkutteryacht nach Prinz Heinrichs Frau Irene von Hessen-Darmstadt, Schwester der letzten russischen Zarin Alexandra. Die Rennkutteryacht Irene wurde vom Konstrukteur George Lennox Watson entworfen und auf der Werft von D. & W. Henderson & Company in Schottland gebaut. Watson stand bei der Schiffskonstruktion vor schwierigen Problemen, denn der Kutter von Prinz Heinrich von Preußen sollte in erster Linie als Rennboot dienen, aber auch von ihm als Yacht mit Komfort zum Hochseesegeln genutzt werden können.
Die Yacht Irene wurde in jeder Hinsicht schon nach Fertigstellung als Musterstück des englischen Schiffyachtbaus bezeichnet und stellte das Beste dar, was von Menschenhand in dieser Zeit zu erschaffen war. Erbaut wurde die Rennkutteryacht in Verbundbauweise aus Stahl und Holz. Die Reling war aus Ulmenholz, das Schanzkleid sowie alle Decksaufbauten wurden aus Teakholz in Handarbeit gefertigt. Der Mast, Baum und Klüverbaum wurden aus Oregonfichte angefertigt. Bei allen weiteren Rundhölzern wurde Schwarzfichte verwendet.
1891 übernahm der Kapitän James Maskel die Führung der prinzlichen Yacht. Später erhielt der Kutter eine deutsche Besatzung. In den Wirren zweier Weltkriege ging die Irene vermutlich verloren.

## Technische Daten und Ausstattung
Die Yacht war 23,45 m lang (Länge über Deck); die Länge in der Wasserlinie betrug 18,15 m und 4,08 m breit. Der maximale Tiefgang betrug 3,62 m.
Sie war als 1-Mast-Rennkutter getakelt. Die Rennbeseglung betrug 314,10 m², die Tourenbeseglung 250,20 m². Die maximale Segelfläche der Yacht betrug 4070 Quadratfuß, was 378 m² entspricht. Die Yacht Racing Association ermittelte eine Segeleinheitenzahl von 40.
Die Segelausrüstung wie z. B. Renntakelage, Großsegel, Klüver, Ballontopsegel, Vier- und Dreikanttoppsegel, kleiner Flieger und großer Spinnaker sowie Trysegel stammten von der Firma Ratsey & Lapthorn.
Zur Ausstattung der Yacht gehörten ein 3,60 m Dingi und ein Kutter mit Schwert von 5,80 m aus gelber Pinie.
In der gesamten Breite der Yacht befand sich, am weitesten nach achtern gelegen, die Damenkajüte mit verbundener Toilette. Im Raum standen zwei Betten, ein Kristallspiegel und eine im Boden versenkte Badewanne. Steuerbord befand sich die Kabine des Eigners. Die drei Kajüten des Schiffes waren an den Wänden mit Täfelungen aus verschiedenfarbigem Holz ausgestattet. Wirkung und Ausstattung der Kajüten waren prunklos, hell und freundlich, behaglich und geschmackvoll zusammengestellt.

## Siege
Am 29. Juli 1892 fand die Segelregatta des Kaiserlichen Yacht Clubs (K. Y. C.) in Kiel statt. Prinz Heinrich von Preußen nahm aktiv mit seinem Yacht-Kutter Irene an diesem Rennen teil. Die Rennyacht Irene siegte mit enormem Zeitabstand von einer dreiviertel Stunde vor dem dann folgenden Schiff Atlanta.

## VergleichMeteorundIrene
Prinz Heinrich erlernte schon in frühster Jugend das Handwerk des Matrosen und Marinesoldaten. Diese Begeisterung für Segelboote übertrug er später auf seinen älteren Bruder Kaiser Wilhelm II. Die Yachten des Prinzen Heinrich hatten nie die Größe von denen seines Bruders. In der Sache verständlich: Er war zu diesem immer loyal und ordnete sich in seiner bescheidenen Art ihm unter; auch bei Schiffen. Die Meteor (I) von Kaiser Wilhelm II. war fast 10 Meter länger als die Irene und verfügte über 872 m² mehr Segelfläche. Als Gemeinsamkeiten hatten beide Schiffe den Konstrukteur Watson und die Werft D. & W. Henderson Company in Schottland. Beide Schiffe waren 1-Mast-Rennkutter.